# جزیره گریز
جزیره گریز (انگلیسی: Runaway Island) یک فیلم تلویزیونی استرالیایی است که در سال ۱۹۸۲ منتشر شد.
وقایع فیلم حوالی سال‌های دهه ۱۸۳۰ اتفاق می افتد و دربارهٔ گروهی از کودکان ثروتمند است که با بچه‌های فقیر، گروهی را تشکیل می‌دهند.